# Erateina
Erateina is een geslacht van vlinders van de familie spanners (Geometridae), uit de onderfamilie Larentiinae.

## Soorten
- E. aida Dognin, 1900
- E. albicans Dognin, 1908
- E. albonulata Druce, 1907
- E. alma Thierry-Mieg, 1893
- E. amazonia Druce, 1907
- E. anormata Bastelberger, 1908
- E. antipodaria Bastelberger, 1908
- E. appendicularia Dognin, 1908
- E. arocha Druce, 1892
- E. aroma Druce, 1892
- E. artabates Druce, 1892
- E. artemis Druce, 1892
- E. artemisia Druce, 1892
- E. bosora Druce, 1892
- E. brevicauda Dognin, 1911
- E. brunnea Warren, 1906
- E. cardinalis Dognin, 1911
- E. comata Druce, 1893
- E. cometaris Butler, 1873
- E. cormasa Druce, 1893
- E. cyclopata Staudinger, 1894
- E. cynthia Doubleday, 1848
- E. delineata Dognin, 1900
- E. dilectaria Dognin, 1900
- E. disjecta Dognin, 1908
- E. drucei Thierry-Mieg, 1893
- E. faventia Druce, 1892
- E. flebilis Thierry-Mieg, 1907
- E. garleppi Druce, 1907
- E. garrulata Felder, 1875
- E. goniuris Felder, 1875
- E. haenschi Prout, 1923
- E. hewitoui Druce, 1892
- E. hyaloplaga Warren, 1905
- E. ianthe Doubleday, 1848
- E. immaculata Dognin, 1910
- E. inconspicua Dognin, 1913
- E. iphis Doubleday, 1848
- E. julia Doubleday, 1848
- E. latipennis Butler, 1873
- E. leptocircata Guenée, 1858
- E. lineata Saunders, 1860
- E. margarita Saunders, 1860
- E. masura Druce, 1892
- E. mecyra Druce, 1892
- E. medama Druce, 1892
- E. media Druce, 1892
- E. meduthina Druce, 1892
- E. melanocera Bastelberger, 1908

- E. morena Dognin, 1900
- E. mulseata Felder, 1875
- E. neaera Doubleday, 1848
- E. obscura Saunders, 1860
- E. olivata Dognin, 1912
- E. paeonata Felder, 1875
- E. pelorica Druce, 1892
- E. pisca Druce, 1893
- E. prodiga Prout, 1923
- E. punsara Dognin, 1883
- E. radiaria Herrich-Schäffer, 1853
- E. regina Saunders, 1860
- E. rhesa Druce, 1892
- E. rogersi Druce, 1893
- E. rustica Bastelberger, 1909
- E. satellites Warren, 1906
- E. saundersi Dognin, 1912
- E. siliquata Guenée, 1858
- E. simplex Dognin, 1912
- E. sinuata Saunders, 1860
- E. staminifera Bastelberger, 1909
- E. staudingeri Snellen, 1878
- E. subjunctaria Walker, 1862
- E. sublustris Dognin, 1911
- E. subrufa Dognin, 1911
- E. subtristata Dognin, 1900
- E. subundulata Staudinger, 1894
- E. tentaculifera Dognin, 1911
- E. tibicina Dognin, 1892
- E. trialbata Bastelberger, 1908
- E. trisectistriga Dognin, 1908
- E. tryphosa Druce, 1892
- E. undulata Saunders, 1860
- E. undulina Staudinger, 1894
- E. wheeleri Druce, 1892
- E. zoraida Doubleday, 1845
- E. zoraidina Bastelberger, 1908